# Eversberg

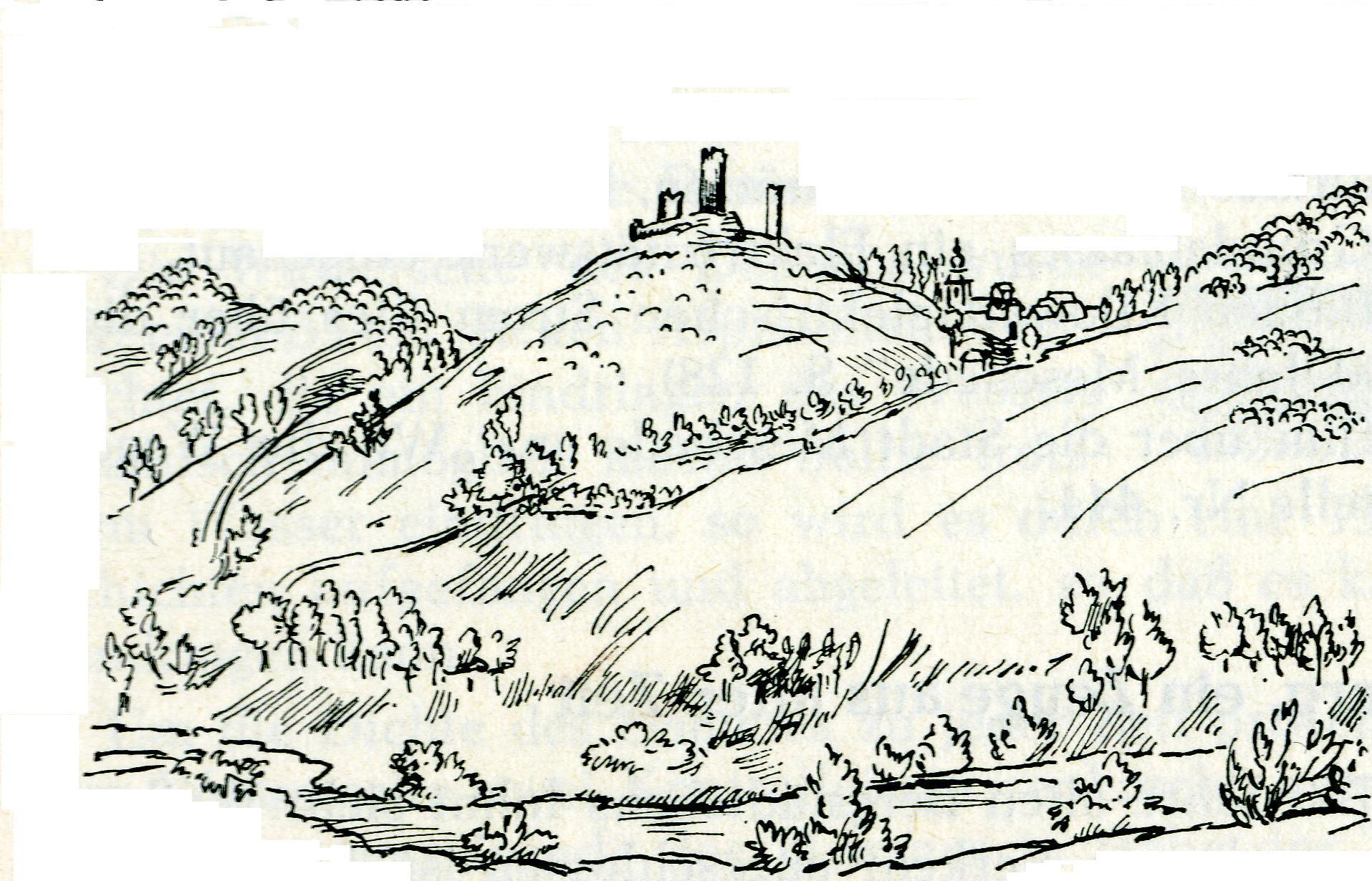
Eversberg mit Burgruine um 1740

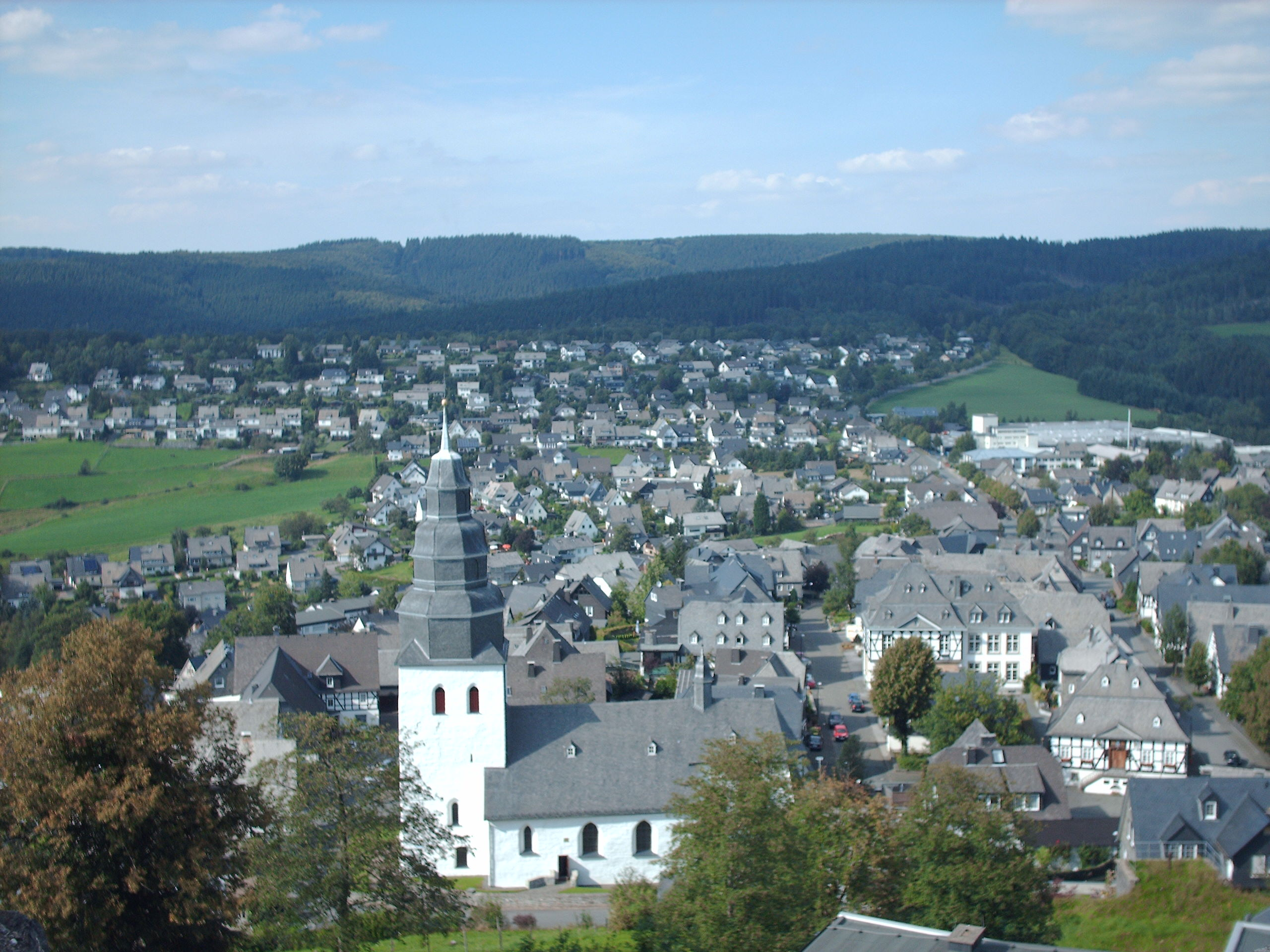
Blick auf Eversberg vom Bergfried der Burgruine aus

Eversberg ist nach Meschede, Freienohl und Wennemen der viertgrößte Stadtteil der nordrhein-westfälischen Stadt Meschede im Naturpark Arnsberger Wald. Am 31. Dezember 2023 hatte Eversberg 1688 Einwohner.

## Geschichte
Bereits im 11. Jahrhundert legte Graf Eberhard von Arnsberg die heute als Ruine erhaltene Burg Eversberg und zwei Ringmauern an. Im Jahr 1242 gründete Graf Gottfried III. von Arnsberg Eversberg und verlieh 1243 das Lippische Stadtrecht sowie eigene Münz- und Gerichtsbarkeit. 1247 erteilte Erzbischof Konrad von Köln der Stadtkirche das Tauf- und Begräbnisrecht. Mit der Grafschaft Arnsberg wurde Eversberg im Jahr 1369 kurkölnisch.
Das Gogericht entschied im Jahr 1453 einen Streit zwischen Eversberg und Velmede. In diesem Zusammenhang fand der erste Velmeder Schnadezug statt. Auf diesen gehen die heute noch stattfindenden traditionellen Schnadezüge zurück.
Eversberg gehörte ab dem 16. Jahrhundert der Hanse an.
Eine bedeutende Rolle hatte die Tuchmacherei, deren Erzeugnisse von ortsansässigen Wanderhändlern im 18. Jahrhundert vorwiegend in den östlichen Gebieten Frankreichs vertrieben wurden.
Mit dem Reichsdeputationshauptschluss von 1803 kam Eversberg als Teil des Herzogtums Westfalen unter die Herrschaft des späteren Großherzogtums Hessen. Nach dem Wiener Kongress 1815 gehörte es als Bürgermeisterei Eversberg im Kreis Meschede zur preußischen Provinz Westfalen. Darin gehörte es zunächst zum Amt Eversberg, das um 1840 in Amt Bestwig umbenannt wurde. Im Rahmen der kommunalen Neuordnung wurde Eversberg am 1. Januar 1975 ein Stadtteil von Meschede.
In den letzten Tagen des Zweiten Weltkriegs wurden im Rahmen des Massakers im Arnsberger Wald 80 Zwangsarbeiter aus dem Lager Warstein bei Eversberg ermordet, nahe der B 55 beim Abzweig nach Eversberg (K 45). Die sterblichen Überreste der Opfer wurden 1947 auf den Waldfriedhof Fulmecke umgebettet.
1981 wurde Eversberg beim Wettbewerb „Unser Dorf soll schöner werden“ als schönstes Dorf der Bundesrepublik Deutschland mit der Bundesgoldmedaille ausgezeichnet. Im Jahr 2000 drehte Detlev Buck hier für seinen Film LiebesLuder.

## Politik

### Wappen
| Wappen der ehemaligen Stadt Eversberg | Blasonierung: In Silber ein schwarzer Eber, darüber schwebend ein rechtsgeneigter blauer Schild, mit einem goldenbewehrten silbernen Adler. Beschreibung: Ein aus dem Jahr 1348 überliefertes Sekretsiegel zeigt als Siegelbild einen Eber und darüber schwebend einen rechtsgelehnten Schild mit dem Arnsberger Adler. Auch die Arnsberger Wappensammlung zeigt das gleiche Bild. Von 1917 bis 1937 führte die Stadt ein etwas anderes Wappen. Dort war der Schild von Blau und Silber geteilt, oben ein silberner, geneigter goldbewehrter Adler, unten ein schwarzer Eber. Das Wappen wurde offiziell durch Beschluss der Stadtvertretung von 1937. |

## Sehenswürdigkeiten
Von der Burg Eversberg ist nur noch die Ruine des Bergfrieds erhalten, die als Aussichtsturm frei zugänglich ist. In einem der zahlreichen Fachwerk- und Schieferhäuser im historischen Ortskern ist das Museum für Bäuerliche Handwerks- und Gewerbegeschichte, Landschafts- und Kulturentwicklung untergebracht. Es dokumentiert das Wohnen und Arbeiten im Ort. Im Zentrum liegt die römisch-katholische Pfarrkirche St. Johannes Evangelist aus dem 13. Jahrhundert.
Nahe Eversberg liegt an der B 55 der Kriegsgräberstätte Eversberg mit Gefallenen des Zweiten Weltkriegs, die hauptsächlich im Verlauf der Ruhrkessel-Schlacht starben.
Der Lörmecke-Turm, der im Warsteiner Wald neben der höchsten Stelle des südlich benachbarten Warsteins bzw. nahe der höchsten Stelle des Naturparks Arnsberger Wald steht und am 7. Juni 2008 eingeweiht wurde, dient als Aussichtsmöglichkeit unter anderem über den Naturpark.

## Verkehr
Der Betriebsbahnhof Eversberg liegt an der Bahnstrecke Schwerte–Warburg. Personenzüge halten hier nicht.

## Söhne und Töchter

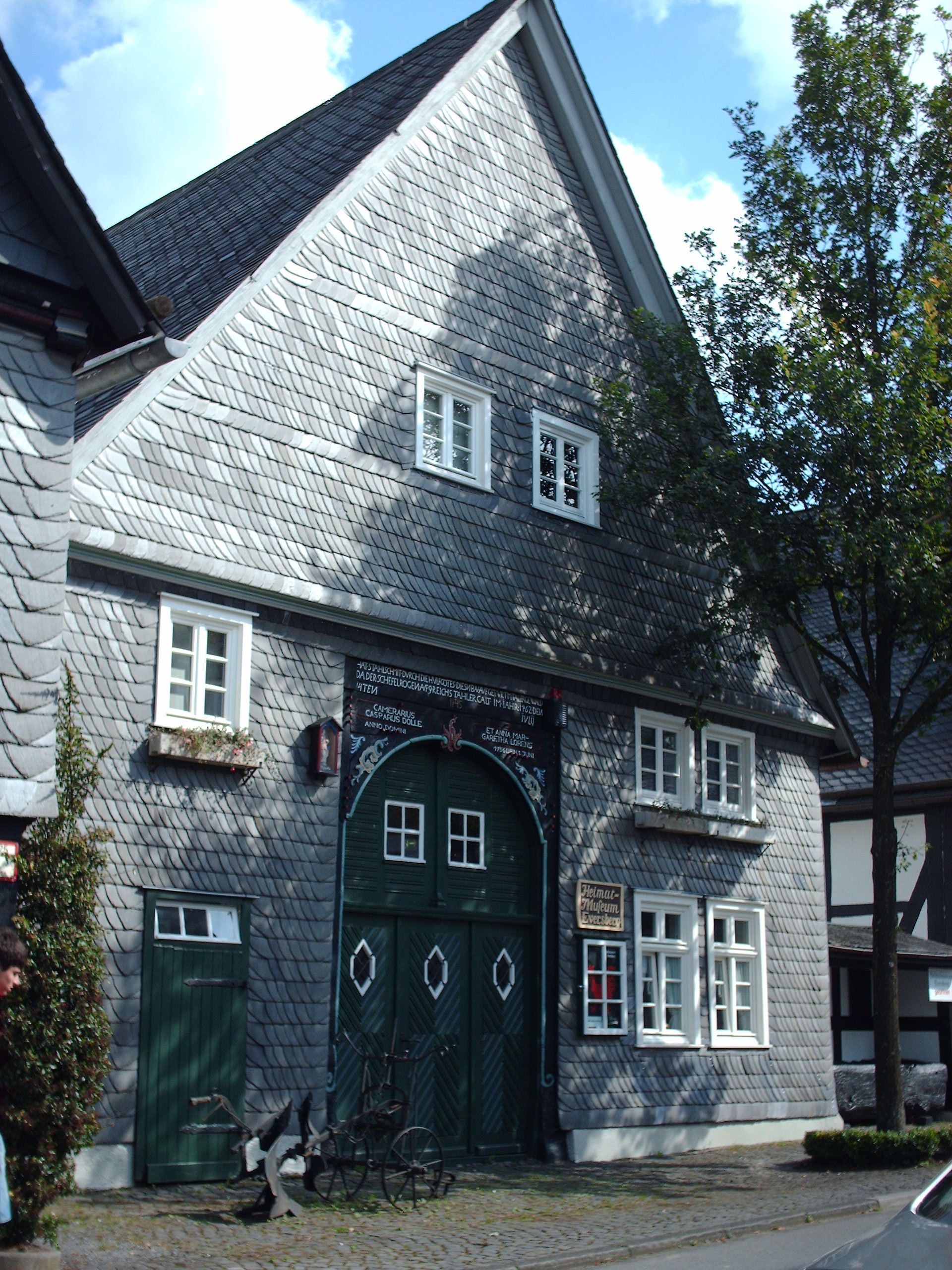
Heimatmuseum

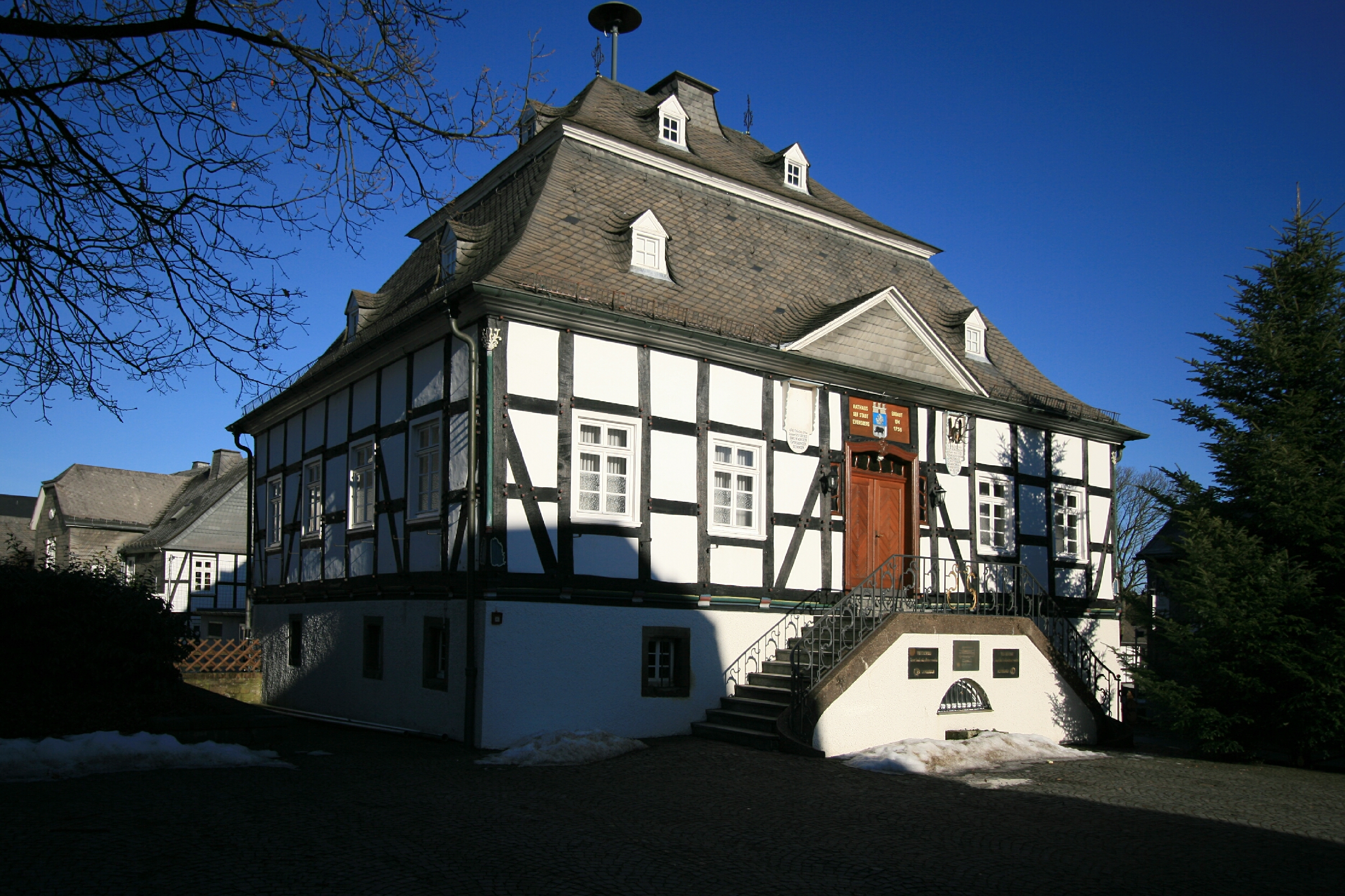
Altes Rathaus

→ Siehe auch: Liste von Persönlichkeiten der Stadt Meschede
- Curt Schumacher (1585–1660), reicher Kaufmann und Bürgermeister in Korbach[6]
- Johann Hermann Dietrich Gerling, seit 1698 Stadtrichter[7]
- Nicolaus Hengesbach, 1726–1736 Abt von Kloster Wedinghausen[8]
- Martin Roingh, 1739 Stadtrichter[9]
- Hermann Christoph Hengesbach, 1744 Stadtsekretär und Kämmerer[10]
- Theodor Wilhelm Pape, 1779 Stadtrichter[11]
- August Pieper (1866–1942), deutscher Theologe und Verbandsvorsitzender des Volksvereins für das katholische Deutschland